# Leo Tjon A Kon
Leonardus Ferdinand (Leo) Tjon A Kon (Totness, 2 februari 1929) is een Surinaams orkestleider, koordirigent en muziekpedagoog.

## Biografie
Leo Tjon A Kon is afkomstig uit Coronie. Hij musiceerde in het muziekkorps onder leiding van pater De Kort dat was opgericht door pater Anton. Hij oefende geregeld met Gusje Ost en vertrok als tiener naar Paramaribo. Hier richtte hij een eigen muziekkorps op. Toen Ost in 1946 in Paramaribo kwam wonen, voegde die zich als trompettist bij zijn korps.
Tjon A Kon gaf les op de Volksmuziekschool. Een van zijn studenten was de latere bandleider en arrangeur Riaz Ahmadali. Ook musiceerde hij met een blazersensemble voor het Mannenkoor Harmonie. In 1962 richtte hij het gemengde koor Caecilia op. Nadat hij afscheid nam als dirigent, werd het koor door anderen voortgezet.
Hij werd op 22 november 2002 door de regering onderscheiden als Officier in de Ere-Orde van de Palm.